# Regering-Széll

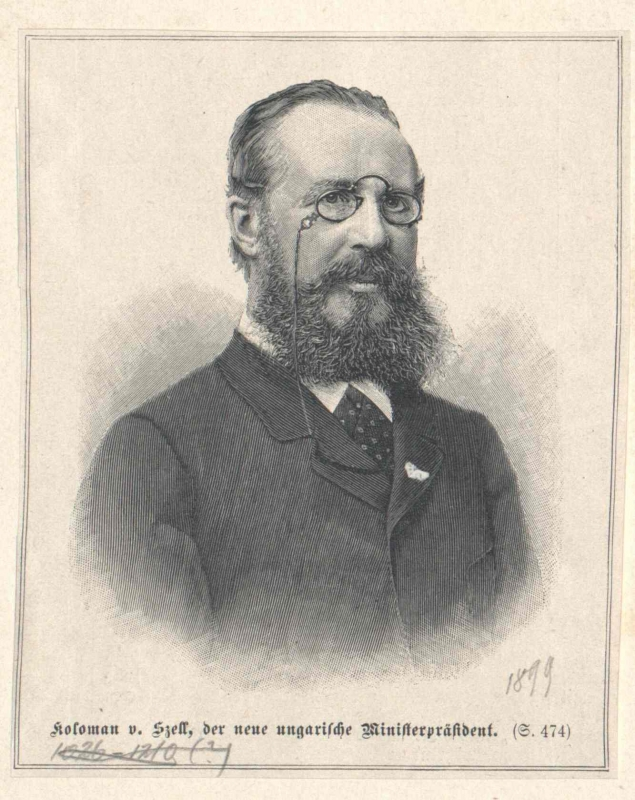
Premier Kálmán Széll

De regering-Széll was de tiende Hongaarse regering sinds de Ausgleich in 1867. De regering, waarvan Kálmán Széll premier was, bestuurde het land van 1899 tot 1903.

## Geschiedenis
De regering van Kálmán Széll erfde de problemen die de regering-Bánffy na haar aftreden had achtergelaten. Ze sloot aanvankelijk een compromis met oppositie om wetten gestemd te krijgen, en maakte zo tijdelijk een eind aan de parlementaire obstructie van de oppositie. De regering voerde een belastinghervorming door, alsook nieuwe regelgeving voor het bank- en financiewezen.
In 1901 werd Hongarije geconfronteerd met een economische crisis, ten gevolge waarvan de Nijverheids- en Handelsbank (Ipar- és Kereskedelmi Bank) waarvan Széll de voorzitter was, failliet ging. De onderhandelingen over het financiële luik van de Ausgleich met Wenen die hierop volgden mislukten echter. Nadien hervatte de parlementaire oppositie haar obstructie, zorgde ze ervoor dat de nieuwe begroting van 1903 niet werd aangenomen en verhinderde ze een uitbreiding van de militaire budgetten. Bovendien werd de regering geconfronteerd met anti-Hongaarse rellen in Kroatië-Slavonië. De Kroatische bevolking voelde zich onderdrukt en geconfronteerd met tegenwerking op lokaal vlak en in april 1903 werden in het Kroatische landsdeel Hongaarse opschriften en wapenschilden verwijderd van gebouwen van de staatsspoorwegmaatschappij. Ten gevolge van de obstructie werd de grondwet begin 1903 tijdelijk geschorst en regeerde de regering "ex lex". In juni 1903 trad de regering-Széll uiteindelijk af.

## Samenstelling
| Functie en bevoegdheden                                     | Naam                      | Termijn                         |  | Partij                 |
| ----------------------------------------------------------- | ------------------------- | ------------------------------- |  | ---------------------- |
| Premier                                                     | Kálmán Széll              | 26 februari 1899 – 27 juni 1903 |  | Liberale Partij        |
| Minister van Binnenlandse Zaken                             | Kálmán Széll              | 26 februari 1899 – 27 juni 1903 |  | Liberale Partij        |
| Minister van Financiën                                      | László Lukács             | 26 februari 1899 – 27 juni 1903 |  | Liberale Partij        |
| Minister van Justitie                                       | Sándor Plósz              | 26 februari 1899 – 27 juni 1903 |  | Liberale Partij        |
| Minister van Defensie                                       | Géza Fejérváry            | 26 februari 1899 – 27 juni 1903 |  | onafhankelijk/militair |
| Minister naast de Koning                                    | Manó Széchényi            | 26 februari 1899 – 7 maart 1900 |  | onafhankelijk          |
| Minister naast de Koning                                    | Kálmán Széll (waarnemend) | 7 maart 1900 – 29 maart 1900    |  | Liberale Partij        |
| Minister naast de Koning                                    | Gyula Széchényi           | 29 maart 1900 – 27 juni 1903    |  | onafhankelijk          |
| Minister van Godsdienst en Onderwijs                        | Gyula Wlassics            | 26 februari 1899 – 27 juni 1903 |  | Liberale Partij        |
| Minister van Landbouw                                       | Ignác Darányi             | 26 februari 1899 – 27 juni 1903 |  | Liberale Partij        |
| Minister van Handel                                         | Sándor Hegedüs            | 26 februari 1899 – 4 maart 1902 |  | Liberale Partij        |
| Minister van Handel                                         | Nándor Horánszky          | 4 maart 1902 – 19 april 1902    |  | Liberale Partij        |
| Minister van Handel                                         | Lajos Láng                | 19 april 1902 – 27 juni 1903    |  | Liberale Partij        |
| Minister van Kroatisch-Slavoons-Dalmatische Aangelegenheden | Ervin Cseh                | 26 februari 1899 – 27 juni 1903 |  | ?                      |